# Champagnac (Cantal)
Champagnac is een gemeente in het Franse departement Cantal (regio Auvergne-Rhône-Alpes). De plaats maakt deel uit van het arrondissement Mauriac. Champagnac telde op 1 januari 2022 1.023 inwoners. 

## Geografie
De oppervlakte van Champagnac bedroeg op 1 januari 2022 28,01 vierkante kilometer; de bevolkingsdichtheid was toen 36,5 inwoners per km².
De onderstaande kaart toont de ligging van Champagnac met de belangrijkste infrastructuur en aangrenzende gemeenten.

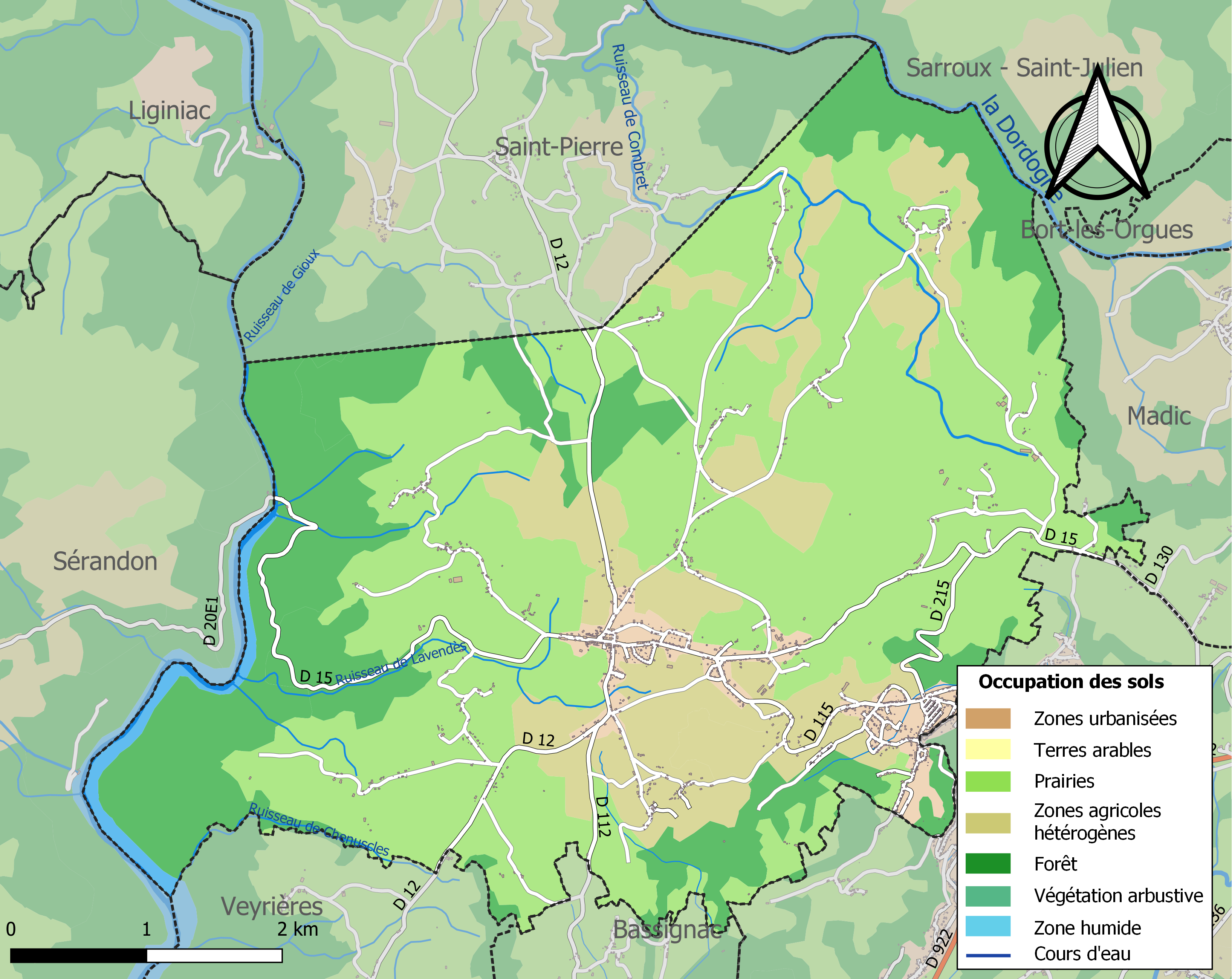

## Demografie
Onderstaande figuur toont het verloop van het inwonertal (bron: INSEE-tellingen).

Vanwege een beveiligingsprobleem met de MediaWiki Graph-software is het momenteel niet mogelijk deze grafiek weer te geven. Zodra de software is bijgewerkt zal de grafiek vanzelf weer zichtbaar worden.